# The FBI Files
The FBI Files was een Amerikaanse documentaireserie die in Nederland werd uitgezonden op Discovery Channel, momenteel wordt het uitgezonden op C&I (Crime & Investigation). De originele serie liep van 20 oktober 1998 tot 24 maart 2006, en er zijn in totaal 127 afleveringen gemaakt. De documentaire behandelt echte FBI-zaken, zowel bekend als onbekend.